# Fafá de Belém
Fafá de Belém, tên khai sinh: Maria de Fátima Palha de Figueiredo (sinh ngày 9 tháng 8 năm 1956 tại thành phố Belém do Pará), là một ca sĩ người Brasil. Bà được coi là một trong những nghệ sĩ vĩ đại nhất trong dòng nhạc MPB (Musica Popular Brasileira, tạm dịch: nhạc đại chúng Brasil). Nghệ danh Fafá de Belém được lấy cảm hứng từ nơi mà bà đã sinh ra, thành phố Belém do Pará.

## Sự nghiệp
Maria sinh ngày 9 tháng 8 năm 1956 tại Pará, bà bắt đầu sự nghiệp của mình tại quê nhà vào năm 1973. Sang năm 1974, bà biểu diễn trong các chương trình ca nhạc cùng với những nam ca sĩ như Zé Rodrix, Sérgio Ricardo tại các thành phố Rio de Janeiro, Belém và Salvador da Bahia. Cũng trong năm 1974, ca khúc "Filho da Bahia" lọt vào các bảng xếp hạng âm nhạc tại Brasil, sau này nó cũng được chọn làm nhạc phim cho sê-ri opera xà phòng "Gabriela" trên kênh TV Globo. Đây cũng là thời điểm mà bà cho ra mắt đĩa đơn đầu tay. Năm 1976, Fafá de Belém thu âm album EP mang tên "Tamba Tajá", album nhận được nhiều phản hồi tích cục từ phía công chúng. Bên cạnh đó, bà cũng là một nghệ sĩ thường xuyên hát cover lại các ca khúc nổi tiếng của các thế hệ đi trước. Fafá de Belém từng cho ra mắt một CD các bản nhạc phối lại của nghệ sĩ Chico Buarque mang tên "Tanto Mar" năm 2004. Album tổng hợp các bài hát hay nhất của bà là "Novo Millennium", được phát hành vào năm 2005. Album này đã bán được hơn 500.000 bản trong tháng đầu tiên ra mắt. Năm 1993, album ca nhạc "Meu Fado" được chứng nhận Bạch kim tại Bồ Đào Nha